# Muro di Ca' del Poggio
De Muro di Ca' del Poggio is een beklimming in de gemeente San Pietro di Feletto in de Italiaanse provincie Treviso, regio Veneto. Vroeger heette de klim Via Pascoli, maar op 24 april 2010 kreeg hij officieel zijn nieuwe naam, nadat er een akkoord was bereikt tussen het gemeentebestuur, de Italiaanse wielerbond en het lokale bedrijf Arcobaleno snc.
De beklimming is volledig geasfalteerd en baant zich 1150 meter lang een weg door de Prosecco-heuvels, langs de herberg Ca' del Poggio. Het begin ligt bij de provinciale weg SP635, in de vallei van de Cervano. Het stijgingspercentage is gemiddeld 12,7% met een maximum van 19%. De beklimming stijgt van 102 m naar 242 m hoogte. Het einde van de beklimming ligt bij de kruising met de SP37 in San Pietro di Feletto.

## Wielerkoersen
De Muro di Ca' del Poggio is sinds 2009 acht keer onderdeel geweest van een etappe van de Ronde van Italië, de laatste keer in 2025. In 2020 was de klim het middelpunt van de individuele tijdrit in etappe 14. Ook de Ronde van Italië voor vrouwen deed de beklimming aan, in 2014 en 2017. In 2010 werd het Italiaans kampioenschap wielrennen gehouden in San Pietro di Feletto waarbij de muur in 11 rondes beklommen moest worden. In 2021 ging de eerste editie van de Veneto Classic ook over de Muro di Ca' del Poggio. De klim was onderdeel van het parcours van de wereldkampioenschappen gravel 2023.

### Eerste boven
Onderstaande tabel geeft aan welke renners als eerste op de top kwamen tijdens een etappe van de Ronde van Italië. De beklimming in de derde etappe in 2009 was nog niet als gecategoriseerde klim en is dus niet in de tabel opgenomen.
| Nr | Jaar | Koers     | Start           | Finish             | km   | Eerste boven    |
| -- | ---- | --------- | --------------- | ------------------ | ---- | --------------- |
| 8  | 2025 | Etappe 15 | Fiume Veneto    | Asiago             | 219  | Nicola Conci    |
| 7  | 2024 | Etappe 20 | Alpago          | Bassano del Grappa | 184  | Lorenzo Germani |
| 6  | 2022 | Etappe 18 | Borgo Valsugana | Treviso            | 156  | Dries De Bondt  |
| 5  | 2020 | Etappe 14 | Conegliano      | Valdobbiadene      | 34,1 | Filippo Ganna   |
| 4  | 2017 | Etappe 20 | Pordenone       | Asiago             | 190  | Filippo Pozzato |
| 3  | 2014 | Etappe 17 | Sarnonico       | Vittorio Veneto    | 208  | Thomas De Gendt |
| 2  | 2013 | Etappe 12 | Longarone       | Treviso            | 134  | Marco Marcato   |

## Vriendschapsband

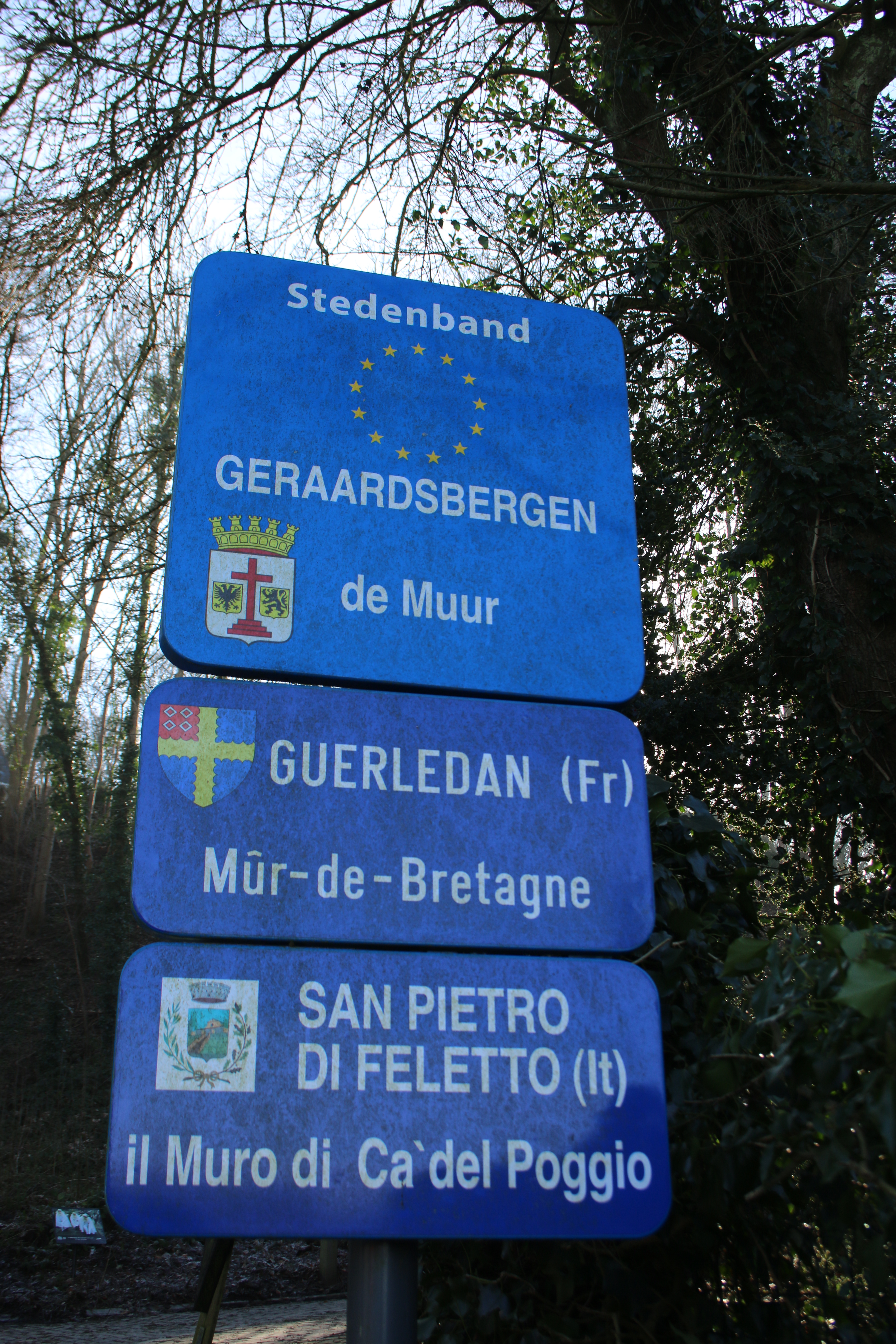
Borden, onderaan de Muur van Geraardsbergen, die de stedenband aangeven

Sinds 2016 heeft de beklimming een vriendschapsband met de Muur van Geraardsbergen, een belangrijke beklimming uit de Vlaamse voorjaarswedstrijden, zoals de Ronde van Vlaanderen. Dit is tegelijkertijd een stedenband tussen de gemeenten San Pietro di Feletto en de Geraardsbergen. Het doel van deze vriendschapsband is het promoten van beide gebieden en het creëren van een Europees circuit van muren die verbonden zijn met de wielergeschiedenis. De vriendschapsband werd op 12 juli 2018 officieel bekrachtigd en op de zelfde dag werden ook de Mûr-de-Bretagne en de gemeente Guerlédan toegevoegd aan de vriendschapsband.